# العلاقات الصربية الليبية
العلاقات الصربية الليبية هي العلاقات الثنائية التي تجمع بين صربيا وليبيا.

## مقارنة بين البلدين
هذه مقارنة عامة ومرجعية للدولتين:
| وجه المقارنة                                              | صربيا                                                      | ليبيا                                       |
| --------------------------------------------------------- | ---------------------------------------------------------- | ------------------------------------------- |
| المساحة (كم2)                                             | 88.36 ألف                                                  | 1.76 مليون                                  |
| عدد السكان (نسمة)                                         | 7.02 مليون                                                 | 6.37 مليون                                  |
| الكثافة السكانية (ن./كم²)                                 | 79.45                                                      | 3.62                                        |
| العاصمة                                                   | بلغراد                                                     | طرابلس                                      |
| اللغة الرسمية                                             | اللغة الصربية                                              | اللغة العربية، اللغة العربية الفصحى الحديثة |
| العملة                                                    | دينار صربي                                                 | دينار ليبي                                  |
| الناتج المحلي الإجمالي (بليون دولار)                      | 41.43 مليار                                                | 50.98 مليار                                 |
| الناتج المحلي الإجمالي (تعادل القوة الشرائية) بليون دولار | 100.13 مليار                                               | 69.32 مليار                                 |
| الناتج المحلي الإجمالي الاسمي للفرد دولار أمريكي          | 5.24 ألف                                                   |                                             |
| الناتج المحلي الإجمالي للفرد دولار أمريكي                 | 13.59 ألف                                                  | 15.60 ألف                                   |
| مؤشر التنمية البشرية                                      | 0.771                                                      | 0.724                                       |
| رمز المكالمات الدولي                                      | +381                                                       | +218                                        |
| رمز الإنترنت                                              | .rs، .срб ‏                                                 | .ly                                         |
| المنطقة الزمنية                                           | توقيت وسط أوروبا، ت ع م+01:00، ت ع م+02:00، أوروبا/بلغراد ‏ | ت ع م+02:00، توقيت شرق أوروبا               |

## منظمات دولية مشتركة
يشترك البلدان في عضوية مجموعة من المنظمات الدولية، منها:
| علم المنظمة | اسم المنظمة                        | تاريخ انضمام صربيا | تاريخ انضمام ليبيا |
| ----------- | ---------------------------------- | ------------------ | ------------------ |
|             | مؤسسة التنمية الدولية              | 25 فبراير 1993     | 1 أغسطس 1961       |
|             | يونسكو                             | 20 ديسمبر 2000     | 27 يونيو 1953      |
|             | وكالة ضمان الاستثمار متعدد الأطراف | 19 مارس 1993       | 5 أبريل 1993       |
|             | الأمم المتحدة                      | 1 نوفمبر 2000      | 14 ديسمبر 1955     |
|             | الاتحاد البريدي العالمي            | ?                  | ?                  |
|             | البنك الدولي للإنشاء والتعمير      | 25 فبراير 1993     | 17 سبتمبر 1958     |
|             | الاتحاد الدولي للاتصالات           | 1 يونيو 2001       | 3 فبراير 1953      |
|             | منظمة حظر الأسلحة الكيميائية       | ?                  | ?                  |
|             | مؤسسة التمويل الدولية              | 25 فبراير 1993     | 18 سبتمبر 1958     |
|             | منظمة الشرطة الجنائية الدولية      | ?                  | ?                  |

## وصلات خارجية
- موقع وزارة الخارجية الصربية
- موقع وزارة الخارجية الليبية